# Kunneppu
Kunneppu (訓子府町, Kunneppu-chō) est un bourg du district de Tokoro, situé dans la sous-préfecture d'Okhotsk, sur l'île de Hokkaidō, au Japon.

## Géographie

### Démographie
Au 31 mars 2015, la population de Kunneppu s'élevait à 5 298 habitants répartis sur une superficie de 190,95 km2.